# Monaster Dintr-un Lemn
Monaster Dintr-un Lemn (rum: Mănăstirea Dintr-un Lemn) – rumuński klasztor prawosławny położony w miejscowości Frâncești, w okręgu Vâlcea, w Rumunii, 25 km od Râmnicu Vâlcea i 5 km od Băbeni. Klasztor został ufundowany przez Mateusza Basaraba.
Klasztor jest wpisany na listę obiektów zabytkowych pod numerem VL-II-a-A-09742.